# Freestyle (deskorolka)
Freestyle – dziedzina jazdy na deskorolce, którą zapoczątkował Rodney Mullen. Freestyle polega na robieniu trudnych technicznie trików na deskorolce, w miejscu lub z niewielką prędkością. Na ukształtowanie się tego stylu jazdy na deskorolce wpłynęło to, iż jego twórca żył na wsi i pozbawiony wszelkich miejsc do jazdy (schodów, poręczy, skateparków) musiał robić triki tylko na rozległym płaskim terenie. 
Na rozwój wpłynęły również lata 70. i 80. Używano wtedy deskorolek zwanych "rybkami" na których wykonywanie innych trików jest praktycznie niemożliwe. Freestyle zwany też flatland to zabawa deską między nogami na płaskiej powierzchni. Obecnie organizowane są mistrzostwa świata we freestyle.
Nazwę tę stosuje się także do trików "wolnych" tzn. nienależących do żadnej grupy np. typu slide czy flip. Takim trikiem dla przykładu może być boneless. Są to triki flatlandowe, czyli wykonywane bez urządzeń.
Do freestyle należą takie triki jak:
- boneless
- handflip
- handstand
- airwalk
- pogo
- reemo
- anti casper
- casper
- casper flip
- casper slide
- fingerflip
- gazelle
- primo